# فيلتون (ديلاوير)
فيلتون (بالإنجليزية: Felton, Delaware)‏ هي بلدة تقع في مقاطعة كينت (ديلاوير) بولاية ديلاوير في الولايات المتحدة. تبلغ مساحتها 1.6 (كم²)، وترتفع عن سطح البحر 17 م، بلغ عدد سكانها 1298 نسمة في عام 2010 حسب إحصاء مكتب تعداد الولايات المتحدة وتصل الكثافة السكانية فيها 489.6 نسمة/كم2.

## التركيبة السكانية
حدّد مكتب تعداد الولايات المتحدة بيانات التركيبة السكانية لفيلتون في تعداد الولايات المتحدة. في ما يلي، التركيبة السكانية حسب تعدادي 2000 و2010.

### تعداد عام 2000
بلغ عدد سكان فيلتون 784 نسمة بحسب تعداد عام 2000، وبلغ عدد الأسر 297 أسرة وعدد العائلات 217 عائلة مقيمة في البلدة. في حين سجلت الكثافة السكانية 384.3 نسمة لكل كيلومتر مربع (995.3/ميل2). وبلغ عدد الوحدات السكنية 312 وحدة بمتوسط كثافة قدره 152.9 لكل كيلومتر مربع (396.0/ميل2).
وتوزع التركيب العرقي للبلدة بنسبة 82.53% من البيض و11.61% من الأمريكيين الأفارقة و1.02% من الأمريكيين الأصليين و1.28% من الأمريكيين ذوي الأصول الآسيوية و0.89% من الأعراق الأخرى و2.68% من عرقين مختلطين أو أكثر و2.17% من الهسبانيون أو اللاتينيون من أي عرق.
بلغ عدد الأسر 297 أسرة كانت نسبة 46.5% منها لديها أطفال تحت سن الثامنة عشر تعيش معهم، وبلغت نسبة الأزواج القاطنين مع بعضهم البعض 48.5% من أصل المجموع الكلي للأسر، ونسبة 18.5% من الأسر كان لديها معيلات من الإناث دون وجود شريك،  بينما كانت نسبة 6.1% من الأسر لديها معيلون من الذكور دون وجود شريكة وكانت نسبة 26.9% من غير العائلات. تألفت نسبة 20.9% من أصل جميع الأسر من عدة أفراد يعيشون في نفس المنزل ونسبة 9.4% كانت تتألف من شخص يعيش بمفرده يبلغ من العمر 65 عاماً أو أكثر. وبلغ متوسط حجم الأسرة المعيشية 2.63، أما متوسط حجم العائلات فبلغ 3.04.
بلغ العمر الوسطي للسكان 33.1 عاماً. وكانت نسبة 29.3% من القاطنين تحت سن الثامنة عشر، وكانت نسبة 8.3% بين الثامنة عشر والرابعة والعشرين عاماً، ونسبة 36.9% كانت واقعةً في الفئة العمرية ما بين الخامسة والعشرين والرابعة والأربعين عاماً، ونسبة 16.7% كانت ما بين الخامسة والأربعين والرابعة والستين، ونسبة 8.3% كانت ضمن فئة الخامسة والستين عاماً فما فوق. يوجد لكل 100 أنثى 84.4 ذكر، ويوجد لكل 100 أنثى في الثامنة عشر من عمرها فما فوق 82.1 ذكر.
بلغ متوسط دخل الأسرة في البلدة 42,589 دولارًا، أما متوسط دخل العائلة فبلغ 44,875 دولارًا. وكان متوسط دخل الذكور 32,857 دولارًا مقابل 24,375 دولارًا للإناث. وسجل دخل الفرد الخاص بالبلدة 17,854 دولارًا. وكانت نسبة 9.5% من العائلات ونسبة 10.4% من السكان تحت خط الفقر، وكان من هؤلاء نسبة 15.2% تحت سن الثامنة عشر ونسبة 13.8% في الخامسة والستين من العمر وما فوق.

### تعداد عام 2010
بلغ عدد سكان فيلتون 1,298 نسمة بحسب تعداد عام 2010، وبلغ عدد الأسر 521 أسرة وعدد العائلات 348 عائلة مقيمة في البلدة. في حين سجلت الكثافة السكانية 636.3 نسمة لكل كيلومتر مربع (1,648.0/ميل2). وبلغ عدد الوحدات السكنية 551 وحدة بمتوسط كثافة قدره 270.1 لكل كيلومتر مربع (699.6/ميل2).
وتوزع التركيب العرقي للبلدة بنسبة 73.19% من البيض و19.41% من الأمريكيين الأفارقة و0.62% من الأمريكيين الأصليين و1.69% من الأمريكيين ذوي الأصول الآسيوية و0.08% من سكان جزر المحيط الهادئ و0.85% من الأعراق الأخرى و4.16% من عرقين مختلطين أو أكثر و5.24% من الهسبانيون أو اللاتينيون من أي عرق.
بلغ عدد الأسر 521 أسرة كانت نسبة 35.1% منها لديها أطفال تحت سن الثامنة عشر تعيش معهم، وبلغت نسبة الأزواج القاطنين مع بعضهم البعض 46.1% من أصل المجموع الكلي للأسر، ونسبة 15.2% من الأسر كان لديها معيلات من الإناث دون وجود شريك،  بينما كانت نسبة 5.6% من الأسر لديها معيلون من الذكور دون وجود شريكة وكانت نسبة 33.2% من غير العائلات. تألفت نسبة 29.2% من أصل جميع الأسر من عدة أفراد يعيشون في نفس المنزل ونسبة 9% كانت تتألف من شخص يعيش بمفرده يبلغ من العمر 65 عاماً أو أكثر. وبلغ متوسط حجم الأسرة المعيشية 2.49، أما متوسط حجم العائلات فبلغ 3.01.
بلغ العمر الوسطي للسكان 37.1 عاماً. وكانت نسبة 25% من القاطنين تحت سن الثامنة عشر، وكانت نسبة 8.4% بين الثامنة عشر والرابعة والعشرين عاماً، ونسبة 28.6% كانت واقعةً في الفئة العمرية ما بين الخامسة والعشرين والرابعة والأربعين عاماً، ونسبة 28.2% كانت ما بين الخامسة والأربعين والرابعة والستين، ونسبة 9.8% كانت ضمن فئة الخامسة والستين عاماً فما فوق. وتوزع التركيب الجنسي للسكان بنسبة 46.1% ذكور و53.9% إناث.

## وصلات خارجية
- The US50 - Cities and Towns in Colorado State
- Colorado Cities and Towns, Facts, Map, Flag, Colleges, Government, and More